# Jules Baillaud
Jules Baillaud (* 14. Januar 1876 in Paris; † 28. November 1960) war ein französischer Astronom.

## Leben
Baillaud war ein Sohn des Astronomen Benjamin Baillaud (1848–1934), des ersten Präsidenten der  Internationalen Astronomischen Union und ein Bruder von René Baillaud (1885–1977), der als Astronom am Observatoire de Besançon tätig war. Er hatte noch weitere Geschwister Emile, Madeleine, Henri, Marthe, und Hélène Baillaud. Von 1900 bis 1904 war Assistent am Observatoire de Lyon und von 1904 bis 1925 am Pariser Observatorium, wo er von 1925 bis 1947 als Astronom tätig war. Von 1937 bis 1947 war er Direktor der Sternwarte Pic du Midi und von 1935 bis 1952 Direktor des Carte du Ciel.
Das Amt als Direktor der Sternwarte Pic du Midi hatte er nach Camille Dauzère Ausscheiden nur aus dem Grunde übernommen, weil diese ansonsten geschlossen worden wäre. Er begann sofort mit Plänen zur Renovierung, er gedachte eine Seilbahn zu installieren und eine Stromleitung verlegen zu lassen. Doch durch den Ausbruch des Krieges wurden die Mitarbeiter fast alle zum Kriegsdienst einberufen. Daher beschränkte er sich zunächst darauf ein neues Teleskop anzuschaffen. Jean Rösch wurde 1947 sein Nachfolger.
1938 erhielt er den Jules-Janssen-Preis. 1952 wurde er zum Mitglied der Académie des sciences gewählt. Der Asteroid (1280) Baillauda gilt entgegen der ursprünglichen Absicht des Entdeckers laut dem Committee on Small Body Nomenclature (CSBN) der Internationalen Astronomischen Union (IAU) als ihm zu Ehren benannt, während der Mondkrater Baillaud und der Asteroid (11764) Benbaillaud seinem Vater Benjamin Baillaud gewidmet sind.

## Schriften (Auswahl)
- Détermination provisoire des éléments et de la courbe de lumière de l’étoile variable 15 1908 Bouvier. In: Bulletin astronomique. Observatoire de Paris 1909, S. 401–414 (französisch, persee.fr).
- Mit Abel Pourteau: Corrections à la liste des étoiles d’un cliché du Catalogue photographique du Ciel. In: Bulletin astronomique. Observatoire de Paris 1910, S. 116–118 (französisch, persee.fr).
- Dispositif de laboratoire pour l’application de là méthode d’Hartmann de mise au point d’une chambre photographique et d’étude de son objectif. In: Bulletin astronomique. Observatoire de Paris 1920, S. 213–223 (französisch, persee.fr).
- Sur les erreurs de graduation des cereles employös dans les op6rations g6odösiques, et sur les methodes qui permettent d’en diminuer P’influence. In: Bulletin géodésique. Nr. 42, 3768, 1934.